# Turnaround (Westlife)
Turnaround è il quarto album in studio del gruppo musicale pop irlandese Westlife, pubblicato nel 2003. È l'ultimo album in cui è presente Brian McFadden.

## Tracce
1. Mandy – 3:21
2. Hey Whatever – 3:30
3. Heal – 3:08
4. Obvious – 3:32
5. When a Woman Loves a Man – 3:39
6. On My Shoulder – 3:58
7. Turn Around – 4:23
8. I Did It For You – 3:31
9. Thank You – 4:04
10. To Be With You – 3:22
11. Home – 4:06
12. Lost in You
13. What Do They Know? – 3:20

## Classifiche
| Classifica (2003) | Posizione raggiunta |
| ----------------- | ------------------- |
| Regno Unito       | 1                   |